# Gleby słone
Gleby słone - gleby zawierające w profilu warstwy o znacznej zawartości soli.
Występują w klimacie kontynentalnym suchym. Wśród zawieranych przezeń soli występują głównie sodowe. Mało urodzajne, wymagają użyźniania i nawadniania.
W dziale i rzędzie gleb słonych systematyka wydziela trzy typy:
- sołonczaki
- gleby sołończakowate
- sołońce